# 伊凡·亞歷山大

伊万·亚历山大在位时期的保加利亚

伊凡·亞歷山大（保加利亞語： 轉寫：Ivan Aleksandǎr 發音為 iˈvan alɛkˈsandər；原始拼音：ІѠАНЪ АЛЄѮАНдРЪ）又稱為約翰·亞歷山大，保加利亞第二帝國君主（沙皇），1331年至1371年在位。他的生年不詳，逝於1371年2月17日。他的長期統治被視為保加利亞中世紀歷史的過渡期。伊凡·亞歷山大登基後，著手處理國內問題以及來自拜占庭帝國、塞爾維亞帝國等鄰國的威脅，並領導帝國進入經濟復甦以及文化與宗教復興時代。
然而，在帝國晚期，伊凡·亞歷山大仍然未能抵擋南邊鄂圖曼帝國和西北方匈牙利王國的頻繁入侵，國內黑死病的蔓延又使情勢雪上加霜。他一再嘗試著挽回帝國的艱難國勢，但皆終告失敗，最後伊凡·亞歷山大選擇將帝國一分為二、分別封予兩個兒子，宣告了保加利亞帝國的衰頹與分裂，注定為強權鄂圖曼帝國所征服。

## 外部連結
- 保加利亞統治者詳細列表（页面存档备份，存于）
- 十四世紀沙皇伊凡·亞歷山大的畫像（页面存档备份，存于）